# Sweden Hills
Sweden Hills スウェーデンヒルズ sūēdenhiruzu er en landsby på øen Hokkaido i Japan.
Landsbyen består af røde træhus i den svenske model. Planlægningen af landsbyen begyndte i 1979 og byggeriet er påbegyndt i 1984.